# 克勞福德鎮區 (北卡羅萊納州柯里塔克縣)
克勞福德鎮區（英語：Crawford Township）是位於美國北卡羅萊納州柯里塔克縣的一個鎮區。

## 地方資料
克勞福德鎮區的面積為219.37平方千米，皆為陸地。根據2020年美國人口普查的數據，當地共有人口8251人，而人口密度為每平方千米37.61人。